# Licince
Licince es un municipio del distrito de Revúca en la región de Banská Bystrica, Eslovaquia, con una población estimada a final del año 2024 de 793 habitantes.
Se encuentra ubicado al este de la región, en la cuenca hidrográfica del río Sajó —un afluente derecho del río Tisza— y cerca de la frontera con la región de Košice.

## Demografía
| Año        | 1994 | 2004     | 2014     | 2024    |
| ---------- | ---- | -------- | -------- | ------- |
| Población  | 535  | 686      | 756      | 793     |
| Diferencia |      | +28,22 % | +10,20 % | +4,89 % |

| Año        | 2023 | 2024    |
| ---------- | ---- | ------- |
| Población  | 791  | 793     |
| Diferencia |      | +0,25 % |